# Кэмпбелл, Джон (снукерист)
Джон Кэ́мпбелл (англ. John Campbell, 10 апреля 1953 года, Австралия) — австралийский профессиональный игрок в снукер, экс-чемпион Австралии. Джон множество раз выходил в 1/8 финала различных рейтинговых турниров, а наивысшего рейтинга достиг в 1986-87 годах, когда значился 18-м в списке лучших снукеристов мира. Также он пять раз играл в финальных стадиях чемпионата мира, а в 1986 прошёл в 1/8 финала, обыграв в 1/16 Рэя Риардона со счётом 10:8, и уступив затем Вилли Торну, 9:13.
В 1985 году Кэмпбелл был финалистом нерейтингового турнира Australian Masters, в 1985 и 1988 — победителем профессионального чемпионата Австралии.